# Зигмунт Красінський
Наполеон Станіслав Адам Фелікс Зигмунт Красі́нський (пол. Napoleon Stanisław Adam Feliks Zygmunt Krasiński; 19 лютого 1812, Париж — 23 лютого 1859, Париж) — видатний польський поет і драматург, граф. Один із трьох польських «віщих» поетів епохи Романтизму, поряд з Адамом Міцкевичем та Юліушем Словацьким. Похресник Наполеона Бонапарта.

## Біографія
Походив зі знатного магнатського роду. Батько, Вінцентій Красінський (пол. Wincenty Krasiński), — генерал Наполеона Бонапарта, який став хрещеним батьком Зигмунта, а згодом — лояльний підданий російського імператора.
Зигмунт Красінський вивчав право у Варшаві, а згодом у Женеві, де він познайомився з Адамом Міцкевичем, який справив на юного Зигмунта велике позитивне враження, видався йому «ідеалом ученої людини, сповненої геніальності». З 1829 року жив за кордоном, переважно у Франції та Італії, зрідка приїжджав на батьківщину. Був приятелем Ю. Словацького, з яким познайомився 1836 р. в Римі. Втім, у 40-х рр. їхні стосунки було розірвано через ідеологічні розбіжності.
У 1834 році в Римі Зигмунт Красіньський познайомився з Джоанною Бобровою. Поет присвятив їй свої перші видання «Небесної комедії» та «Іридіона». У 1838 р. під тиском батька, генерала Вінсента Красіньського він закінчив романтичні стосунки з Бобровою.

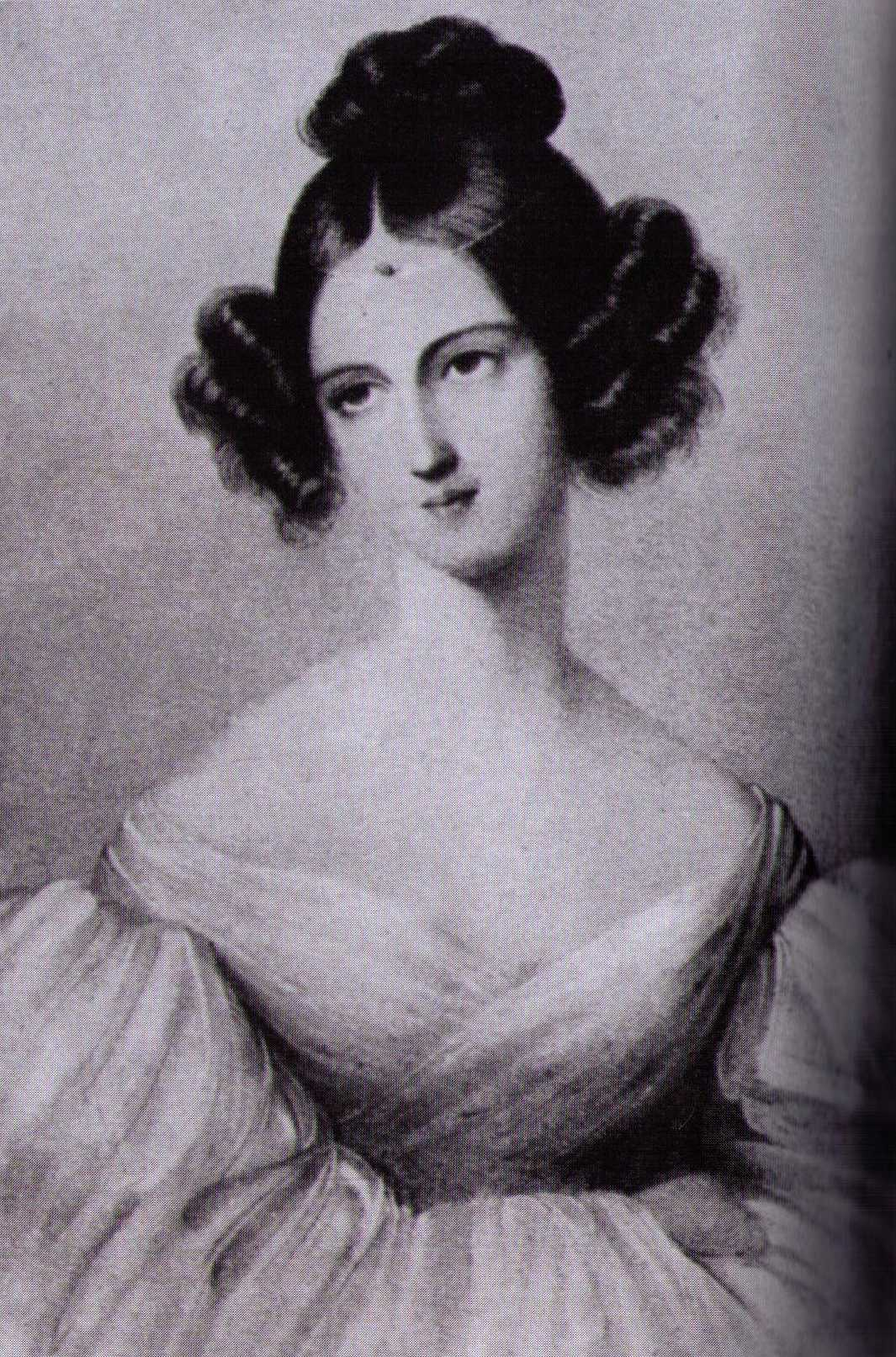
Дельфіна Потоцька з Комарів

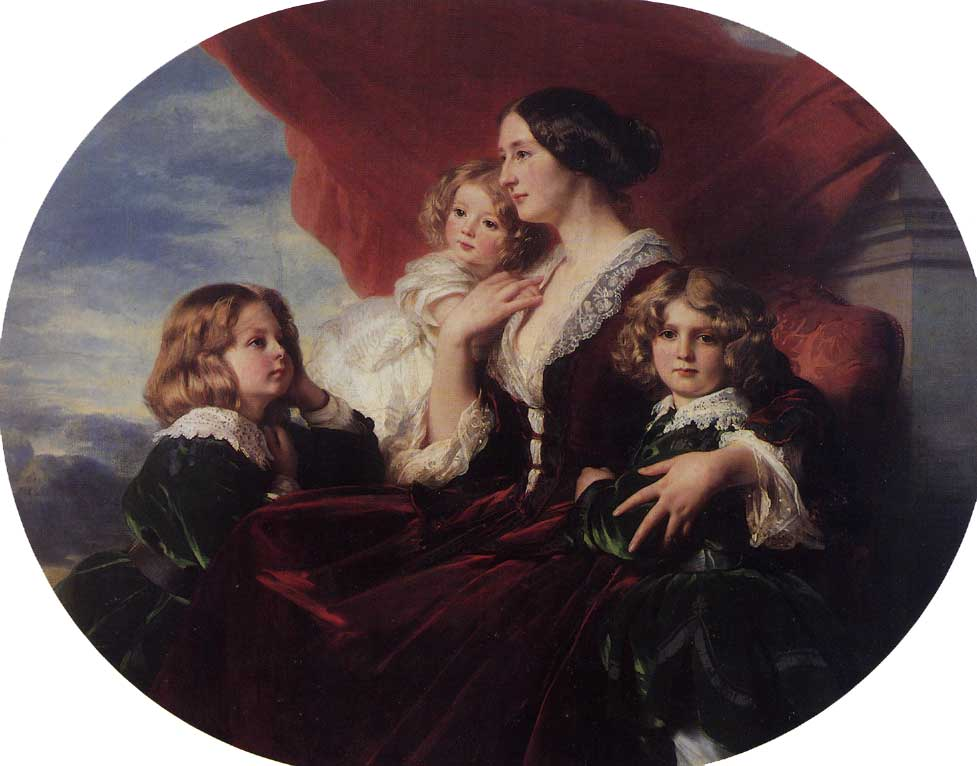
Еліза Браницька

В Неаполі 24 грудня 1838 року Красінський познайомився з Дельфіною Потоцькою і незабаром вона стала його коханою, перед якою поет довіряв усі свої думки і наміри і для якої писав твори (Світанок- пол.Przedświt). Кохаючи першу дружину Мечислава Потоцького Дельфіну Потоцьку з Комарів, на вимогу батька Красінський одружився з Елізою (Ельжбетою) Браницькою гербу Корчак, уродженкою Томашполя, від якої в нього згодом народилося четверо дітей. Теплі дружні стосунки з Д. Потоцькою поет зберіг, пізніше вони переросли у їхнє розлоге листування (понад 5000 листів, збереглося бл. 700), котре вважають шедевром епістолярної творчості європейського романтизму.

## Творчість
Перші твори, т. зв. готичні повісті, створив ще у Варшаві («Могила сім'ї Рейхсталів», 1828 — дебют в друці), наслідуючи традиції «роману жахів» та застосовуючи деякі прийоми Вальтера Скотта.
Через кілька років після Листопадового повстання 1830 р., що скінчилося цілковитою поразкою поляків, написав свої найвидатніші твори — драми «Не-божественна комедія» (1833, вид. 1835) та «Іридіон» (1833-34, вид. 1836), вперше надруковані анонімно. У них автор глибоко, в містично-релігійному дусі, осмислив невдачі польської національно-визвольної боротьби, показав своє бачення її сенсу і задач. В останній частині «Не-Божественної комедії» події розгортаються в Окопах Святої Трійці, тобто в замку, що розташований у с. Окопи — нині Борщівського р-ну Тернопільської області.
Визначним поетичним твором К. є «Псалми майбутнього» (1843, 1845-46), складені під сильним впливом антиреволюційного, миролюбиво-божественного світогляду автора. Саме за ідейну хибність перші три «Псалми» були їдко розкритиковані Ю.Словацьким у його знаменитій «Відповіді авторові „Трьох псалмів“. Тим не менш поетична майстерність твору К. досі вважається високою, як і ряд його ідейних мотивів, зокрема, жертовний образ Польщі. В останніх двох „Псалмах“ К. дав рішучу відповідь Словацькому, назвавши його, зокрема, Робесп'єром і Аттілою.
Серед інших помітних творів К. — поеми „Досвіток“ і „Фантазія життя“, повість „Агай-хан“.
Його ліричні вірші визнані перлинами польської поезії: „До…“, „До Беатріче“, „До жінки“, „Поет“, „Римська кампанія“ та ін.
За життя К. був „поетом без імені“, оскільки друкував свої твори, не вказуючи власного імені й прізвища. Водночас це дозволило йому не лише вільно пересуватися країнами Європи, а й періодично навідуватися до Польщі.
Ряд ранніх творів і листів написав французькою мовою.
Українською твори Зигмунта Красінського перекладали Віктор Коптілов (лірика), Василь Білоцерківський (драми та поеми), Тетяна Череп-Пероганич (поезія „Мелодія“, на яку написав музику Фридерик Шопен»).

## Вшанування

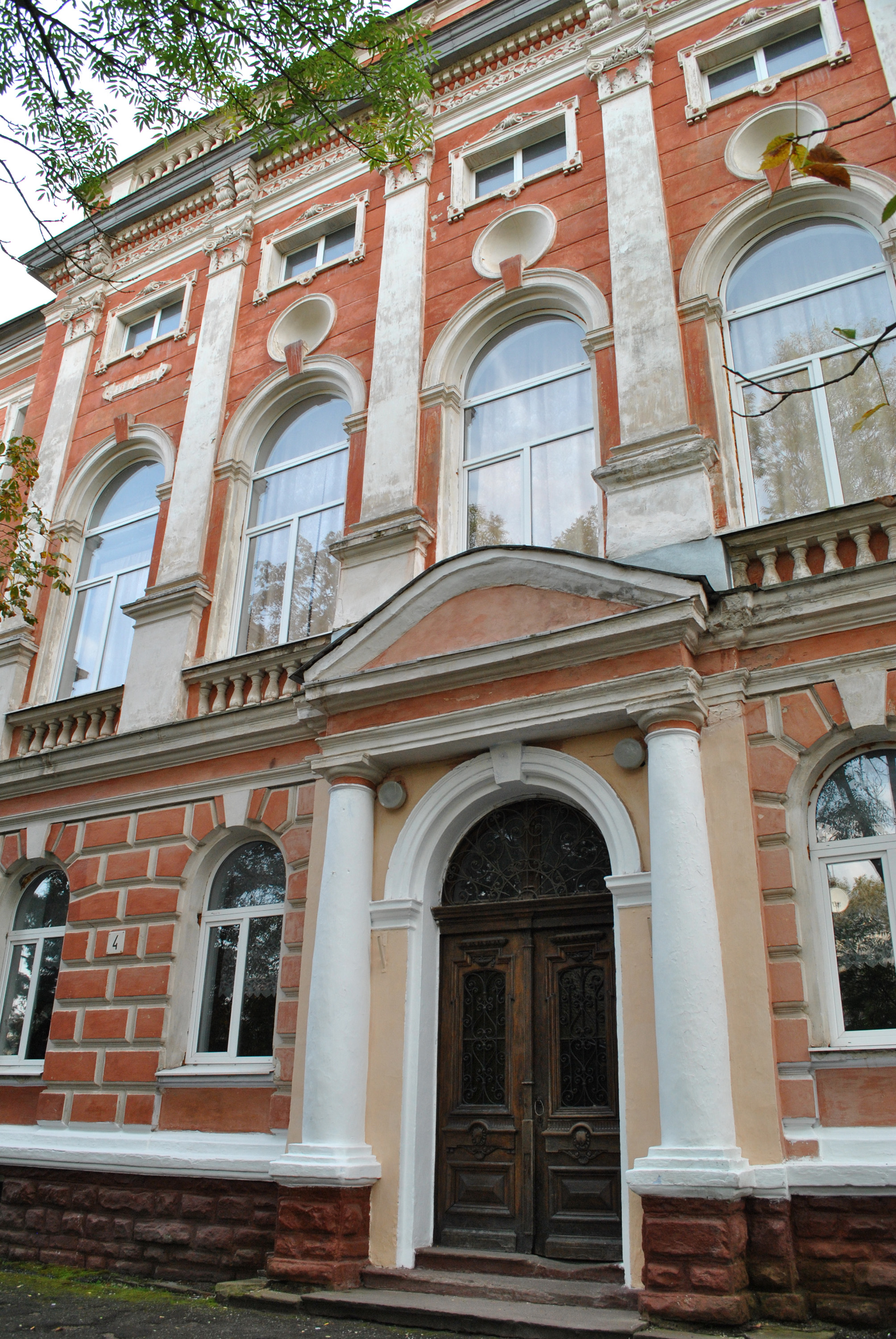
Круглі ніші для погрудь Словацького, Міцкевича, Красінського на фасаді Бучацької гімназії

- Нинішня вулиця Патріарха Любомира Гузара у Львові у 1911—1943 роках носила ім'я Зигмунта Красінського,[4] 1943 року нацисти перейменували її на провулок фон Шиля,[5], після їх відступу 1944 року радянська влада повернула їй найменування Красінського, але вже у 1948 знову перейменувала, на честь російського письменника Льва Толстого.[6]
- Свого часу було його погруддя на будівлі Бучацької гімназії.[7]